# چارلستون (فیلم ۱۹۷۷)
چارلستون (انگلیسی: Charleston) فیلمی در ژانر سرقت به کارگردانی مارچلو فونداتو است که در سال ۱۹۷۷ منتشر شد. از بازیگران آن می‌توان به باد اسپنسر، جیمز کوکو، رنزو مارینیانو و هربرت لام اشاره کرد.